# راک‌سورس
راک‌سورس (انگلیسی: Rocksource) شرکت خدمات نفتی نروژی است، که در سال ۲۰۰۰ تأسیس شد.